# Bibliothèque scientifique centrale de l'ANAS
La Bibliothèque centrale des sciences de l'ANAS (Académie nationale des sciences d'Azerbaïdjan) a été fondée en 1923 à Bakou, en Azerbaïdjan.

## Histoire
Après la fermeture de la plus grande bibliothèque de Transcaucasie pendant quelques années en 1920, Bakou avait besoin d'une nouvelle bibliothèque. En novembre 1923, la Bibliothèque centrale des sciences de l'ANAS est devenue le bureau de bibliographie de la Société azerbaïdjanaise de recherche et d'investigation (Azərbaycanı Tədqiq və Tətəbbö Cəmiyyəti) ou ATTC. Il a été soutenu par des individus tels que Nariman Narimanov, Abdurrahim bey Hagverdiyev, Taghi Shahbazi et Hanafi Zeynalli. Le directeur fondateur était Alexander Vasilyevitch Baqriyin.
À son ouverture, la bibliothèque contenait 430 livres et 1 200 manuscrits. En août 1925, afin d'éviter les doubles emplois, la bibliothèque et le bureau de bibliographie ne font plus qu'un, le Bureau de la bibliothèque-bibliographie. Hanafi Zeynalli (1896-1938) est devenu le président.
En 1945, la bibliothèque a été développée en association avec l'Académie des sciences. De 1963 à 1984, la bibliothèque était connue sous le nom de "Bibliothèque fondamentale".
Après 1984, elle s'appelait la "Bibliothèque scientifique centrale". Ses administrateurs comprenaient S. M. Yahyazade, Y. Tahirov, Nazim Akhundov, Rasim Kazimov, Mahbube Hasanova, Amin Efendiyev, Aybeniz Aliyeva-Kengerli et Leyla Bekir Imanova.
Le 4 janvier 2003, le président Heydar Aliyev a ratifié le 54e article de l'article 5 de la Charte de l'ANAS, donnant à la bibliothèque le statut d'institution scientifique.
Le 5 mai 2014, un nouveau bâtiment de la bibliothèque a été ouvert par le président.

## Relations internationales
En 1993, la CSL est devenue membre de la Fédération internationale des associations et institutions de bibliothèques. En 2012, ANAS SCL est devenue membre à part entière de l'Association des bibliothèques scientifiques du Conseil de l'Europe. La bibliothèque offre un service d'échange international de livres. La bibliothèque invite des invités internationaux et des ambassadeurs à visiter la bibliothèque. La bibliothèque envoie également des membres à l'étranger pour étudier la bibliothéconomie et assister à des conférences et expositions dans d'autres pays

## Collections
Les collections de la bibliothèque comprennent des œuvres en langue azerbaïdjanaise, des œuvres en russe et des œuvres en langues orientales. La collection privée d'œuvres en turc de Georg Hazai se trouve dans la bibliothèque. Les autres collections privées de la bibliothèque comprennent celles de Y. E. Bertels, Y. A. Belyayev, B. N. Zaxoder, Zahid Huseynzade et les dons de Niyazi et d'autres. Il existe également des livres et des revues dans les langues d'Europe occidentale.
La collection de livres rares est connue pour la collection personnelle de l'érudit numismatique, Y. A. Pakhomov et les copies d'ensembles d'encyclopédie de nombreux pays. La bibliothèque détient des périodiques et des mémoires en version papier et électronique. D'autres entités telles que la Société azerbaïdjanaise des géologues pétroliers, la section Nakhitchevan de l'ANAS et le Musée national d'histoire conservent également des collections dans la bibliothèque.

## Espaces de bibliothèque
La bibliothèque dispose de quatorze salles de lecture de différentes tailles pouvant accueillir 1 000 visiteurs, réparties dans les étages de la bibliothèque. La salle des académiciens est un espace de travail spécial pour les membres de l'Académie des sciences. La salle de dissertation offre un espace de présentation et de discussion d'articles et de propositions, en particulier ceux destinés au département innovation de l'ANAS.